# ギリェルミ・コスタ・マシャド・シウヴェイラ
ギリェルミ（Guilherme）またはギリェルミ・コスタ（Guilherme Costa）ことギリェルミ・コスタ・マシャド・シウヴェイラ（ポルトガル語: Guilherme Costa Machado Silveira、1994年3月31日 - ）は、ブラジルのサッカー選手。ポジションはMF。

## クラブ歴
CRヴァスコ・ダ・ガマの下部組織出身で下部組織時代の2012年にトップチームの試合でベンチ入りした。その後トップチームに昇格するが、CAブラガンチーノ、ボアヴィスタSCに期限付き移籍。2017年に復帰するが出番は少なく、2018年にECヴィトーリアに期限付き移籍した。